# 上目黒
上目黒（かみめぐろ）は、東京都目黒区の地名。現行行政地名は上目黒一丁目から上目黒五丁目。住居表示実施済区域。

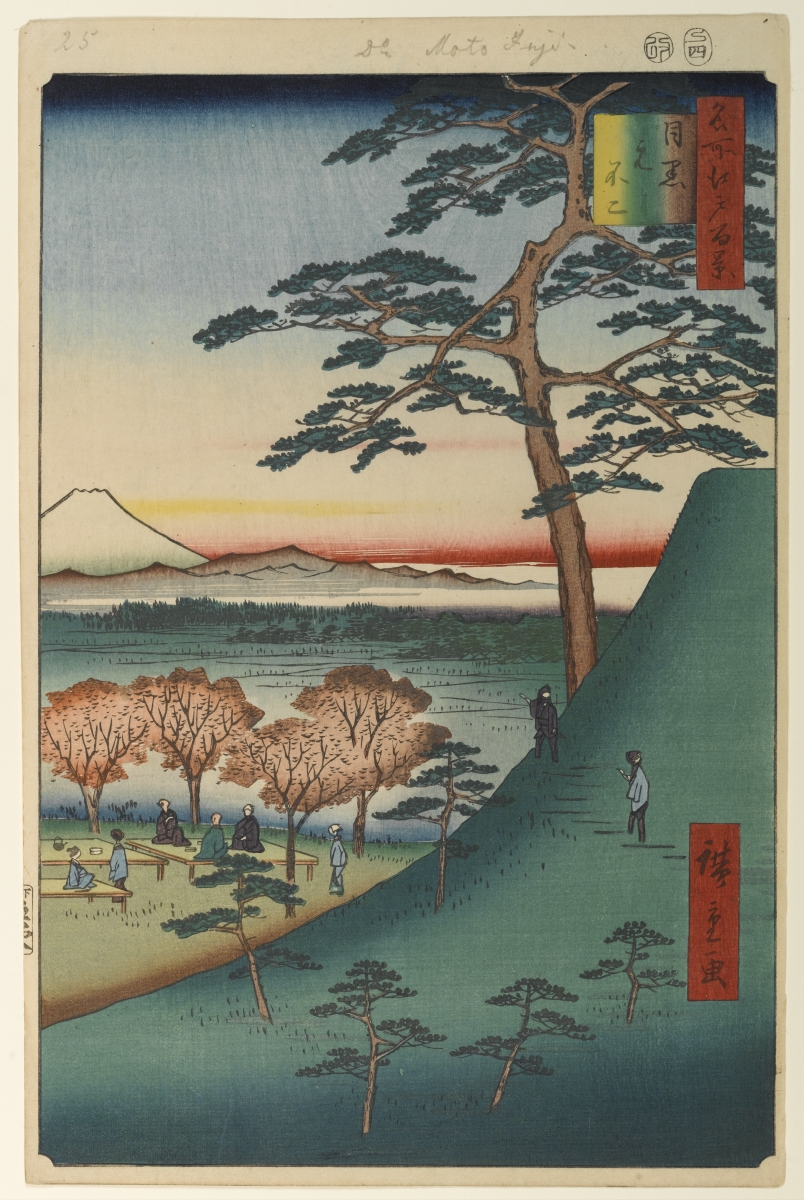
歌川広重

## 地理
目黒区北部に位置する。町域北部は目黒区青葉台・東山にそれぞれ接する。東部は渋谷区猿楽町に接する。南部は目黒区中目黒・祐天寺・五本木にそれぞれ接する。西部は世田谷区池尻・下馬にそれぞれ接する。東部では、山手通りが南北に縦断している。また南部には駒沢通りが通っている。西部には野沢通りが通っている。ほかに地域東部には目黒川が流れている。
東部の上目黒三丁目には東急東横線・地下鉄日比谷線の中目黒駅があり、駅周辺は駅前の商業地が広がっている。また2003年からは目黒区役所も上目黒二丁目に置かれている。他は主に住宅地となっている。

### 地価
住宅地の地価は、2025年（令和7年）1月1日の公示地価によれば、上目黒3-24-10の地点で118万円/m2となっている。

## 歴史
- 明治初年は、荏原郡上目黒村

## 世帯数と人口
2025年（令和7年）3月1日現在（目黒区発表）の世帯数と人口は以下の通りである。
| 丁目         | 世帯数     | 人口     |
| ------------ | ---------- | -------- |
| 上目黒一丁目 | 1,020世帯  | 1,607人  |
| 上目黒二丁目 | 2,751世帯  | 4,197人  |
| 上目黒三丁目 | 3,069世帯  | 5,350人  |
| 上目黒四丁目 | 2,476世帯  | 3,898人  |
| 上目黒五丁目 | 2,133世帯  | 3,894人  |
| 計           | 11,449世帯 | 18,946人 |

### 人口の変遷
国勢調査による人口の推移。
| 年                 | 人口   |
| ------------------ | ------ |
| 1995年（平成7年）  | 17,634 |
| 2000年（平成12年） | 18,051 |
| 2005年（平成17年） | 18,491 |
| 2010年（平成22年） | 19,090 |
| 2015年（平成27年） | 19,398 |
| 2020年（令和2年）  | 19,649 |

### 世帯数の変遷
国勢調査による世帯数の推移。
| 年                 | 世帯数 |
| ------------------ | ------ |
| 1995年（平成7年）  | 9,108  |
| 2000年（平成12年） | 9,881  |
| 2005年（平成17年） | 10,239 |
| 2010年（平成22年） | 10,513 |
| 2015年（平成27年） | 10,781 |
| 2020年（令和2年）  | 11,243 |

## 学区
区立小・中学校に通う場合、学区は以下の通りとなる（2025年4月現在）。
| 丁目         | 番地                              | 小学校               | 中学校                 |
| ------------ | --------------------------------- | -------------------- | ---------------------- |
| 上目黒一丁目 | 16〜22番                          | 目黒区立烏森小学校   | 目黒区立東山中学校     |
| 上目黒一丁目 | 1番 6〜15番                       | 目黒区立菅刈小学校   | 目黒区立第一中学校     |
| 上目黒一丁目 | 2〜5番 23〜26番                   | 目黒区立中目黒小学校 | 目黒区立目黒中央中学校 |
| 上目黒二丁目 | 1〜45番                           | 目黒区立中目黒小学校 | 目黒区立目黒中央中学校 |
| 上目黒二丁目 | 46〜49番                          | 目黒区立烏森小学校   | 目黒区立東山中学校     |
| 上目黒三丁目 | 1〜3番 6〜44番                    | 目黒区立烏森小学校   | 目黒区立東山中学校     |
| 上目黒三丁目 | 4〜5番                            | 目黒区立中目黒小学校 | 目黒区立目黒中央中学校 |
| 上目黒四丁目 | 全域                              | 目黒区立上目黒小学校 | 目黒区立目黒中央中学校 |
| 上目黒五丁目 | 5〜12番 18〜19番 26〜30番         | 目黒区立烏森小学校   | 目黒区立東山中学校     |
| 上目黒五丁目 | 1〜4番 13〜17番 20〜25番 31〜33番 | 目黒区立東山小学校   | 目黒区立東山中学校     |

## 交通
東部に東急東横線・地下鉄日比谷線の中目黒駅がある。中目黒駅は東横線の特急停車駅であり、日比谷線の始発駅でもあり利便性が良い。他に町域西部方向では隣の祐天寺駅が利用可能である。

## 事業所
2021年（令和3年）現在の経済センサス調査による事業所数と従業員数は以下の通りである。
| 丁目         | 事業所数    | 従業員数 |
| ------------ | ----------- | -------- |
| 上目黒一丁目 | 335事業所   | 5,851人  |
| 上目黒二丁目 | 383事業所   | 6,154人  |
| 上目黒三丁目 | 238事業所   | 2,636人  |
| 上目黒四丁目 | 90事業所    | 449人    |
| 上目黒五丁目 | 106事業所   | 1,561人  |
| 計           | 1,152事業所 | 16,651人 |

### 事業者数の変遷
経済センサスによる事業所数の推移。
| 年                 | 事業者数 |
| ------------------ | -------- |
| 2016年（平成28年） | 1,116    |
| 2021年（令和3年）  | 1,152    |

### 従業員数の変遷
経済センサスによる従業員数の推移。
| 年                 | 従業員数 |
| ------------------ | -------- |
| 2016年（平成28年） | 14,099   |
| 2021年（令和3年）  | 16,651   |

## 施設

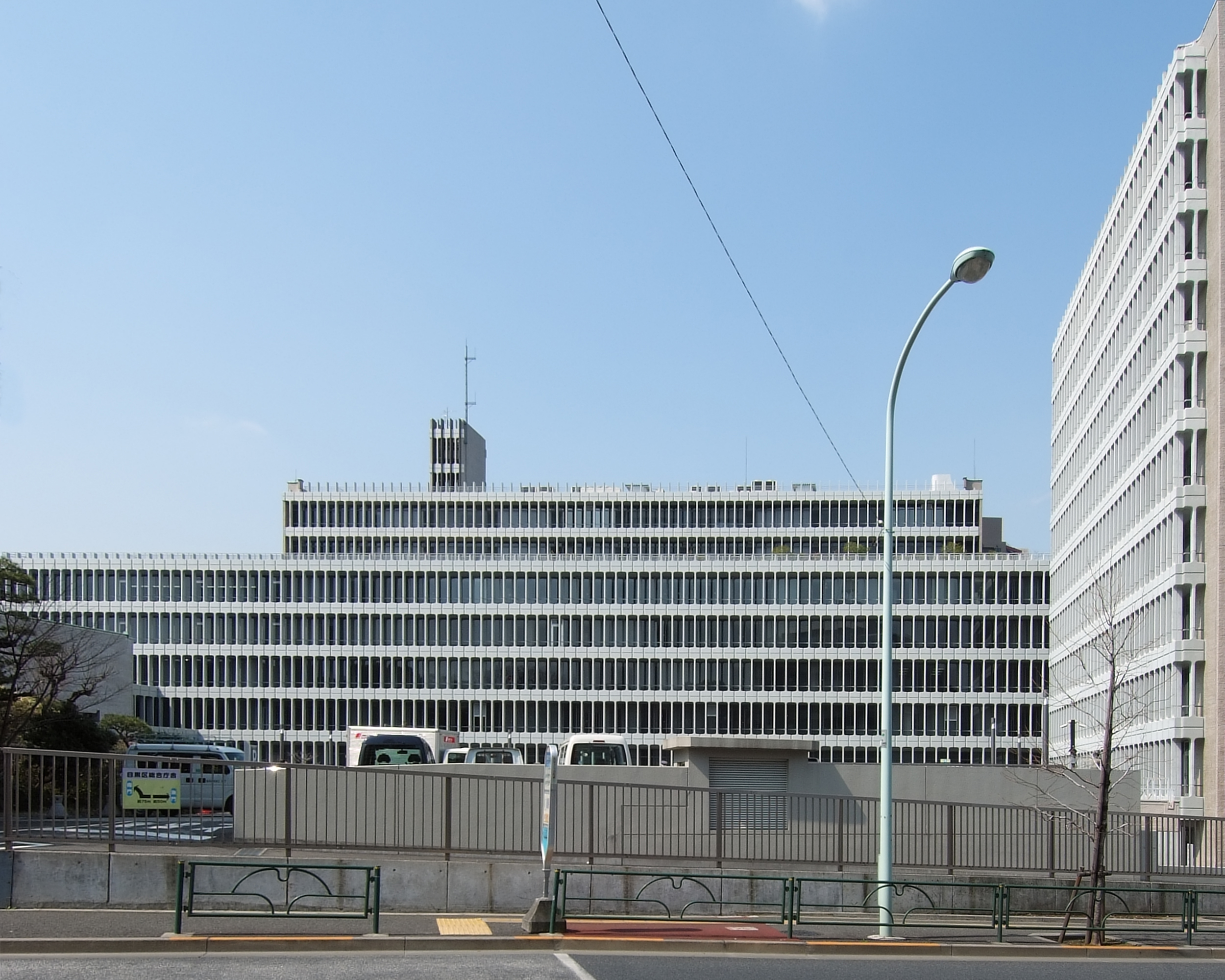
目黒区役所（旧：千代田生命本社）

- 中目黒ゲートタウン（中目黒GT）- 上目黒2丁目地区再開発事業
- ナカメアルカス（中目黒アトラスタワー）- 上目黒1丁目地区再開発事業
- 目黒区役所
- 目黒区立烏森小学校
- 目黒区立伊勢脇公園
- 東急ストア本社・東急ストア中目黒店・プレッセ中目黒店
- 新潟三宝亭東京ラボ・中目黒店 - 上目黒2丁目

## 出身・ゆかりのある人物
- 2代目根津嘉一郎（東武鉄道社長）

## その他

### 日本郵便
- 郵便番号 : 153-0051[3]（集配局 : 目黒郵便局[15]）。